# Kostel Povýšení svatého Kříže (Kunratice)
Kostel Povýšení svatého Kříže v Kunraticích u Cvikova je římskokatolický farní kostel. Trojlodní kostel byl postavený v letech 1832 až 1833 v klasicistním slohu s empírovými prvky. Spadající pod jurisdikci římskokatolické farnosti Kunratice u Cvikova ve stejnojmenné obci východně od Cvikova na Českolipsku.
Kostel je chráněn od roku 1965 jako kulturní památka.

## Základní informace

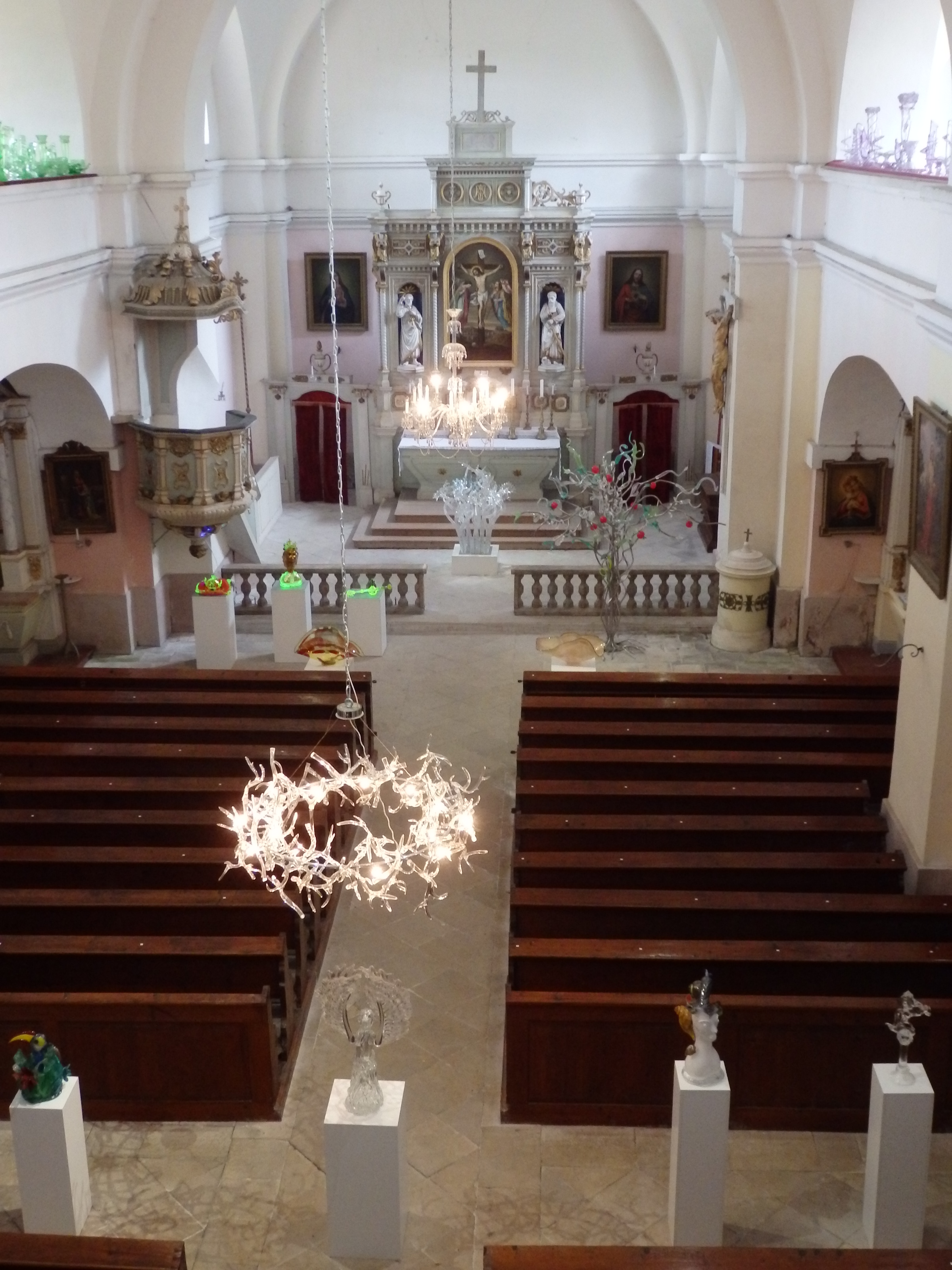
Interiér kostela

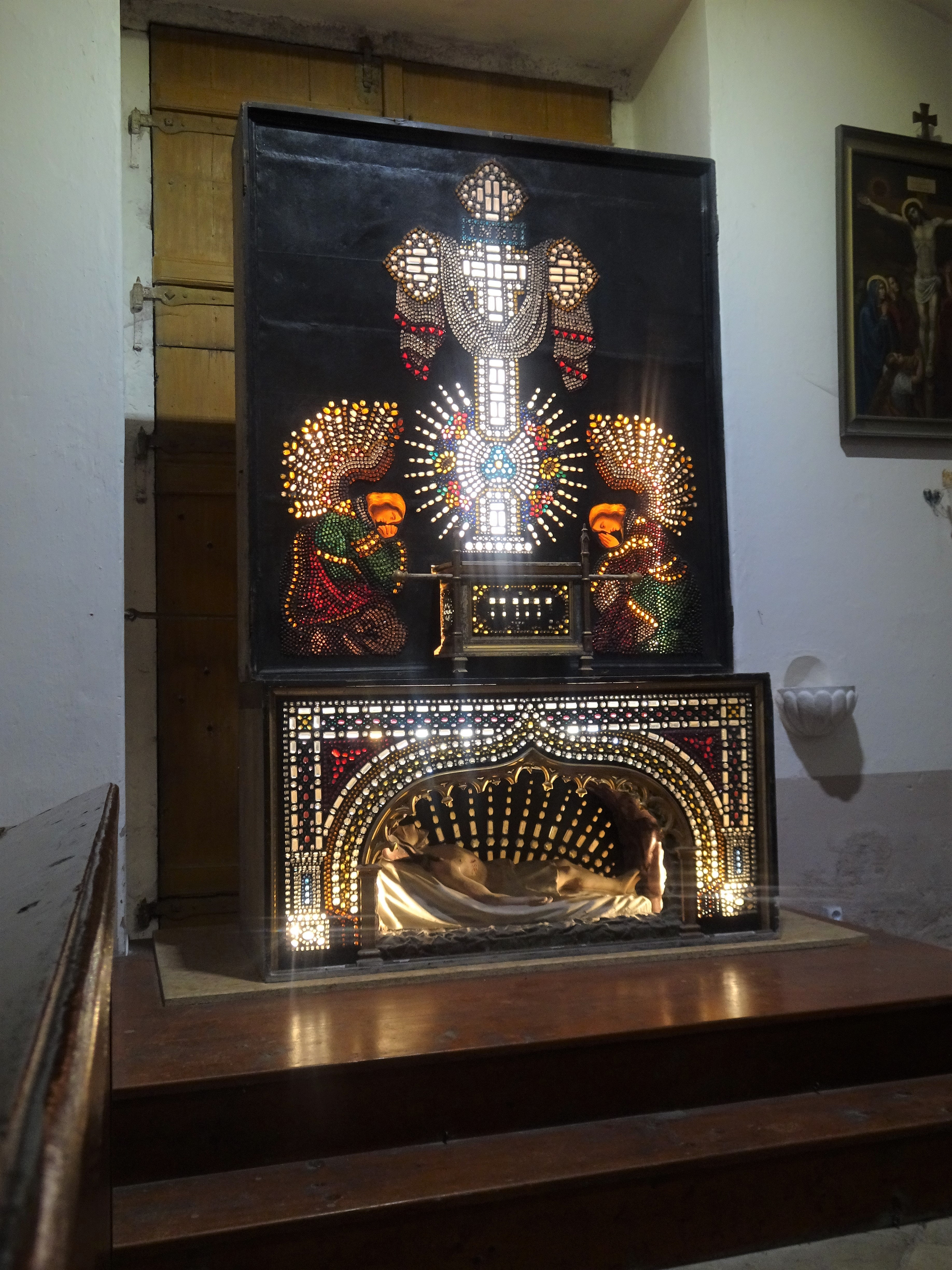
Skleněný boční oltář v kunratickém kostele

Kostel byl uprostřed obce Kunratice u Cvikova postaven v letech 1832 až 1833 na místě farního kostela staršího. Původní kostel zasvěcený svatému Mikuláši byl zničen husity. Kostelní zvony byly zkonfiskovány během první světové války. Od roku 1965 je kostel zapsán v celostátním seznamu kulturních památek pod číslem 23207/5-3080. Roku 2024 při renovaci bylo nalezeno zazděné okno s výjevem Božího oka z dílny Richarda Schweina. Zazděno bylo v 80. letech. V r.2020 začal projekt Křišťálový chrám na základě dohody mezi místní sklárnou J.Pačinka s obcí Kunratice u Cvikova a místní Římskokatolickou farností Kunratice u Cvikova. Následně byl v kostele instalován křišťálový lustr Trnová koruna od Jiřího Pačinka,který autor kostelu (resp.farnosti) daroval. Dále je v prostoru u varhan umístěný lustr od Barbory Jarošové. Vstupní halu zdobí další lustr od Blanky Matragi. Dále je na portálu nová lampa a na pískovcové sloupky byly umístěny skleněné plamínky.